# Anthony Robinson
Anthony Robinson   (Nuwara Eliya, 22 de juliol de 1925 - Long Sutton, 24 de juliol de 1982) va ser un jugador d'hoquei sobre herba britànic que va competir durant la dècada de 1950.
Nascut a Ceilan, on el seu pare tenia una plantació de te, va estudiar al Marlborough School, on jugà al rugbi i al criquet.
El 1952 va prendre part en els Jocs Olímpics de Hèlsinki, on guanyà la medalla de bronze en la competició d'hoquei sobre herba. Quatre anys més tard, als Jocs de Melbourne, fou quart en la mateixa competició.